# Сада (Јемен)
Сада (арапски: صعده), али и Садах, у прошлости Карна, је град на северозападу Јемена, удаљен је око 175 km севернозападно од главног града Сане. Град има око 51.870 становника, лежи на 1.800 m надморске висине.
Сада је главни град јеменске мухафазе Сада, која има 693.217 становника.

## Историја Саде
За антике град се звао Карна, то је била друга престолница Минејског краљевства које је пропало крајем 2. века п. н. е.
У раном средњем веку град је био прво седише династије зејдиских имама (верске и световне вође Јемена између 860 - 1962). Оснивач града Саде, као седишта моћи династије Зеиди, био је имам Џаџа ел Хади ел ила Ḥак I (владао од 893. до 911). Његови наследници успјели су, али само у врло кратком раздобљу да прошире своју власт на већи део источне Арабије, од Хиџаза до јужног Јемена.
Након 17. века, династија [Зејдизам[|Зеиди]] преселила је своје седиште у Сану (175 km, jugoistočno), тиме је Сада изгубила на националној важности, па је постала само административни центар северног дела земље.
У граду су развијени традиционални занати; производња и обрада коже и обрада производа од камена.